# Projet Prometheus
Pour les articles homonymes, voir Prometheus.

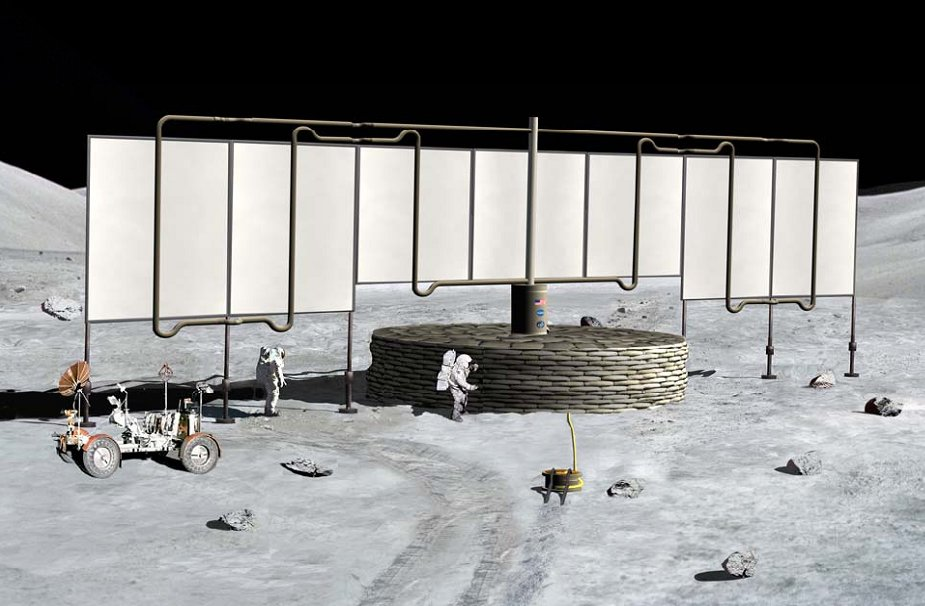
Centrale électro-nucléaire de surface lunaire étudiée à la fin du projet Prometheus

Le projet Prometheus (« Prométhée ») est un programme de la National Aeronautics and Space Administration (NASA) pour développer des systèmes de propulsion nucléaire pour les missions spatiales de longue durée. Initié en 2003, ce fut la première incursion sérieuse de la NASA dans la propulsion nucléaire depuis l'annulation du projet NERVA en 1972. Le projet a été annulé en 2005.

## Missions
Jupiter Icy Moons Orbiter est la première mission du projet. Cette sonde spatiale devait explorer les satellites galiléens de Jupiter. Elle devait être propulsé par un moteur ionique alimenté par un petit réacteur nucléaire.